# أكور
أكور (بالإنجليزية: Accor)‏ هي مجموعة الفنادق الفرنسية،  جزء من مؤشر كاك 40، والتي تعمل في 92 دولة. تأسست في 1967. ويقع مقرها في باريس، فرنسا، وتمتلك المجموعة وتدير 3600 فندق في 5 قارات، وتشمل العديد من العلامات التجارية المتنوعة، التي تناسب مستوى الميزانيات الاقتصادية إلى مستوى الإقامة الفاخرة.

## وصلات خارجية
- الموقع الرسمي